# صفحة الثانية (اسماعيلية)
صفحة الثانية (بالفارسية: صفحه دو) هي قرية وتقع في إيران في قسم إسماعيلية الريفي. يقدر عدد سكانها بـ 761 نسمة بحسب إحصاء 2016.